# Martín Ruiz de Gamboa
Martín Ruiz de Gamboa de Berriz (* 1533 in Durango, Vizcaya, Spanien; † 1590 in Santiago de Chile, Chile) war Gouverneur von Chile.

## Leben

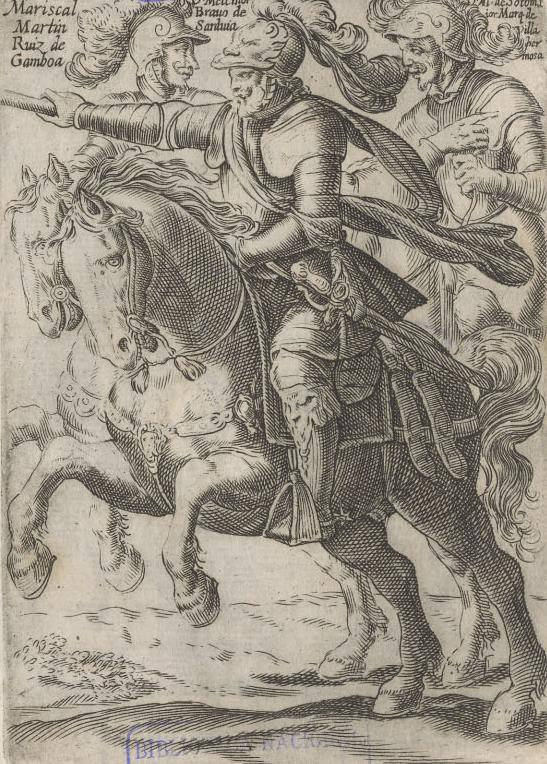
Ruiz de Gamboa, Bravo de Saravia und Sotomayor
(Darstellung von 1611)

1533 als Sohn von Andrés Ruiz de Gamboa und Nafarra de Berriz in der spanischen Stadt Durango in der Provinz Vizcaya geboren. Die Familie siedelte 1550 nach Peru über und kam 1552 nach Chile.
Im Krieg gegen die Mapuche wurde Ruiz de Gamboa 1565 Leutnant unter Gouverneur Rodrigo de Quiroga. Die spanischen Invasoren hatten sich gegen massive Angriffe der Mapuche zu verteidigen. 1567 führte Ruiz de Gamboa Feldzüge auf der Insel Chiloé durch und gründete die Städte Castro und Chacao. Die Insel nannte er 'Nueva Galicia', dieser Name wurde aber später in den indianischen Namen Chiloé geändert.
In der verlorenen Schlacht von Marehuano gegen die Mapuche am 7. Januar 1569 fielen 45 Spanier. Im Oktober 1573 wurde im Testament von Rodrigo de Quiroga Ruiz de Gamboa zum neuen Gouverneur von Chile vorgeschlagen. Er übernahm aufgrund der Erkrankung de Quirogas praktisch das Amt. Nach dem Tod von de Quiroga am 25. Februar 1580 übernahm Gamboa offiziell das Amt als Gouverneur.
Am 25. Juni 1580 gründete er die Stadt Chillán. Ruiz de Gamboa führte eine Steuer für Indios ein, die 9 Pesos pro Jahr an die Kirche in Santiago und 7 Pesos an den Staat betrug. Er richtete Reservate für die indianische Bevölkerung ein, um sogenannte Auswüchse an den Indianern auf Wunsch des Königs Philipp II. zu vermeiden.
Im Juni 1581 kam es zu einer Revolte unter Lope de Azócar gegen Ruiz de Gamboa, die er niederschlagen konnte. Den Rest seiner Amtszeit bis 1583 verbrachte er mit ständigen Kämpfen gegen aufständische Mapuche. Die schlechte wirtschaftliche Lage und die ständigen Kriege führten schließlich zu seiner Absetzung, Nachfolger wurde Alonso de Sotomayor.
| Personendaten    | Personendaten                    |
| ---------------- | -------------------------------- |
| NAME             | Gamboa, Martín Ruiz de           |
| ALTERNATIVNAMEN  | Gamboa de Berriz, Martín Ruiz de |
| KURZBESCHREIBUNG | Gouverneur von Chile (1580–1583) |
| GEBURTSDATUM     | 1533                             |
| GEBURTSORT       | Durango, Spanien                 |
| STERBEDATUM      | 1590                             |
| STERBEORT        | Santiago de Chile, Chile         |